# Reino de Gwynedd
El reino de Gwynedd [ˈɡwɪnɛð] (del galés: Teyrnas Gwynedd) es uno de los pequeños reinos que formaban Gales en la Edad Media. Surgió en el siglo V en la Britania posromana. Tenía su base en las antiguas tierras britanas de tribus celtas como Ordovicos, Gangani y los Deceanglos, colectivamente conocidas como Venedotia en los documentos romano-británicos tardíos. Entre los siglos V y XIII, Gwynedd creció hasta incluir Anglesey y todo Gales del Norte entre el río Dyfi en el sur y el río Dee (Dyfrdwy) en el noreste. El Mar de Irlanda (Môr Iwerddon) baña las costas de Gwynedd por el oeste y el norte, mientras que las tierras que fueron parte del Reino de Powys limitan con Gwynedd al sureste.
Parte de la fuerza de Gwynedd residía en parte en la montañosa geografía de la región, que hacía difícil para los invasores acampar e imponer su voluntad efectivamente.
Una tradición popular atribuida a Nennius, un cronista galés del siglo X, atribuye la fundación de Gwynedd a Cunedda. Según Nennius, Cunedda migró con sus hijos y simpatizantes desde la región celta de Lothian, al sur de Escocia, en el siglo V.
La corte principal de Gwynedd se encontraba originalmente en Deganwy, donde estaba la fortaleza de Maelgwn Gwynedd (muerto en 547). La línea principal de descendientes de Rhodri el Grande convertiría a Aberffraw en Ynys Mon en su principal sede hasta 1170, mientras que los gobernantes posteriores de Gwynedd adoptarían el título de "Príncipe de Aberffraw" o "Señor de Snowdon". En el siglo XIII Llywelyn Fawr, su hijo Dafydd ap Llywelyn y su nieto Llywelyn ap Gruffydd tendrían su hogar en Abergwyngregyn en la costa norte.

## Etimología
Según John Koch y otros historiadores, el nombre latino Venedotia, de donde deriva el galés "Gwynedd" procede de la palabra irlandesa "Feni", referido a un grupo específico de población en la isla y más tarde usado para designar a la población irlandesa en general y a los hombres libres, no esclavos, en particular. Se sabe que los irlandeses, especialmente los Laigin, conquistaron y colonizaron amplias zonas del norte de Gales entre mediados del siglo IV y comienzos del V.
Alternativamente el nombre Gwynedd puede proceder del britano Ueneda, equivalente al gaélico Fenia (que da lugar a fiana, banda de guerreros en irlandés antiguo - e. f. Finn y sus guerreros). Su tradición aproximada sería "Tierra de las bandas guerreras".
Cualquiera que sea la etimología exacta, una lápida de finales del siglo V ahora en la iglesia de Penmacho parece ser el registro más antiguo del nombre. Conmemora a un nombre llamado Cantiorix y la inscripción latina es: "Cantiorix hic iacit/Venedotis cives fuit/consobrinos Magli magistrati". ("Cantorix yace aquí. Fue ciudadano de Gwynedd y primo de Maglos el magistrado"). Las referencias a "ciudadano" y "magistrado" sugieren que las instituciones romanas habrían pervivido en Gywnedd tras la marcha de las legiones.

## Historia

### Gwynedd en la Alta Edad Media

#### Los hijos de Cunedda
Al final del periodo romano, las zonas occidentales de Britania que habían permanecido bajo control militar regresaron rápidamente a una situación de pequeños reinos y tribus. Asaltantes irlandeses, como los Uí Liatháin y los Laigin azotaban las costas saqueando las poblaciones costeras y haciendo prisioneros para usarlos como esclavos, pero progresivamente fueron asentándose y colonizando amplias zonas del territorio entonces conocido como Venedotia y posteriormente Gwynedd, en especial la península de Lleyn, las costas de Arllechwedd, Arfon y la isla de Mona. Cuenta la leyenda, apoyada por algunos escritos posteriores, que un príncipe llamado Cunedda (moderno "Kenneth") del distante territorio de Manaw Gododdin, probablemente un refugiado de las guerras con los pictos fue enviado a "liberar" estas tierras del acoso irlandés en trono al año 450. Él y sus hijos expulsaron a los irlandeses y a su muerte el reino fue dividido entre sus hijos según la tradición britana. De este reparto provienen las antiguas divisiones de Gwynedd; su hijo Dynod recibió Dunodi, Ceredig heredó Ceredigion y así sucesivamente. Einion Yrth echó a los últimos irlandeses de Môn en 470 y su hijo Cadwallon Lawhir consolidó el reino de Gwynedd durante el periodo de relativa paz que siguió a la batalla del Monte Badon, en la que los anglosajones sufrieron una aplastante derrota. Durante estos años, consiguió establecer un reino poderoso.
Después de Cadwallon, Gwynedd disfrutó de una posición preeminente entre los pequeños estados cambrianos del periodo posromano. Un bisnieto de Cunedda, Maelgwn Hir (Maelgwn el Alto), se convirtió en uno de los más famosos (o infames) líderes de la historia galesa. Hay varias leyendas sobre su vida acerca de milagros realizados por él o en su presencia. Se le atribuye la celebración del primer Eisteddfod y es uno de los cinco reyes celtas castigados por sus pecados por el escritor Gildas, contemporáneo de los hechos (que se refiere a él como Maglocunus, 'Príncipe-Sabueso' en britano) en De Excidio et Conquestu Britanniae. Maelgwn fue descrito curiosamente como "el dragón de la isla" por Gildas, en referencia posiblemente a un título (¿Pendragon?), pero sin duda a su condición de rey britano más poderoso de Gran Bretaña

"...tú, el último del que escribo pero el primero y mayor en maldad, más que muchos en habilidad, pero también en maldad, más generoso en el dar pero también más liberal en el pecado, fuerte en la guerra pero más fuerte para destruir tu alma...."
Gildas Sapiens, De Excidio et Conquestu Britanniae

Maelgwn murió en 547 a causa de la plaga, provocando una crisis sucesoria. Su yerno Elidyr Mwynfawr del Reino de Strathclyde reclamó el trono e invadió Gwynedd para desplazar al hijo de Maelgwn, Rhun Hir. Elidyr murió en el intento, pero su muerte fue vengada por sus parientes, que asolaron las costas de Arfon. Rhun contraatacó y se resarció en las tierras de sus enemigos en lo que es ahora Escocia central. Las enormes distancias recorridas por los ejércitos sugieren que se movieron a través del mar de Irlanda, aunque como casi toda la zona del Norte de Inglaterra estaba en estos años bajo control britano es posible que los ejércitos se desplazaran a pie. Rhun regresó a Gwynedd y el resto de su reinado fue mucho más tranquilos. Fue sucedido por su hijo Beli en torno a 586.
En el momento de ascensión del hijo de Beli, Iago en 599, la situación en Britania se había deteriorado significativamente. Gran parte del área hoy conocida como Norte de Inglaterra había sido ocupada por los anglos de Deira y Bernicia y que acabarían creando Northumbria. Entonces, Gwynedd y su vecino Powys decidieron unir esfuerzos para parar el avance anglo, pero fueron derrotados en la batalla de Chester en 613. Tras este desastre, se establecieron los límites aproximados de Gales del Norte, con Caerlleon (actual Chester) y la llanura de Cheshire bajo control anglosajón. Más importante aún fue el aislamiento al que quedaron sometidos los britanos de Gales con respecto a sus parientes de Cumbria y Strathclyde.

#### Cadwallon ap Cadfan

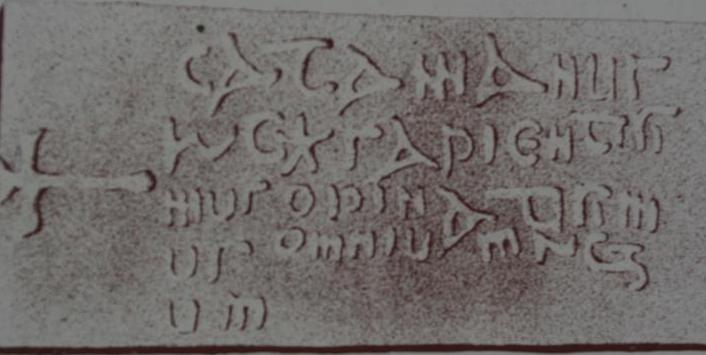
Lápida de Cadfan ap Iago, padre de Cadwallon ap Cadfan.

La batalla de Chester no acabaría con la capacidad galesa para amenazar Inglaterra. Cadwallon ap Cadfan (624-634), nieto de Iago ap Beli fue uno de los reyes más poderosos de Gran Bretaña en la época. En sus primeros años se embarcó en una campaña inicialmente desastrosa contra el Reino de Northumbria que, tras una serie de derrotas le llevó a exiliarse primero en Mona y luego en Ynys Glannauc antes de irse a Dublín, al otro lado del mar de Irlanda. Cadwallon consiguió reclutar un gran ejército y tras una breve estancia en Guernsey invadió Dumnonia, liberando a los córnicos de la ocupación impuesta por el rey anglosajón Penda de Mercia y obligando a este a aliarse con él contra Northumbria. Cadwallon atacó a sus antiguos enemigos, destrozando sus ejércitos y matando a varios de sus reyes. En esta furiosa campaña asoló Northumbria, capturó y saqueó York en 633 y controló brevemente el reino. Fuentes contemporáneas afirman que masacró a tantos anglosajones que pensaban que quería exterminarlos. Probablemente tenían razón

"...no perdonó al sexo femenino ni la edad inocente de los niños, sino que con salvaje crueldad los sometió a muertes tormentosas, saqueando toda la tierra durante largo tiempo, y decidió extirpar la raza de los ingleses de los límites de Bretaña."
Bede (Historia ecclesiastica gentis Anglorum)

Sin embargo, esto acabaría con su muerte en la batalla de Heavenfield en el año 634 junto al Muro de Adriano. Gracias a estas acciones, él y su hijo Cadwaladr Fendigaid fueron considerados los dos últimos Reyes Supremos de Bretaña. El reinado de Cadwaladr estuvo marcado por la estabilidad y por su devoción a la Iglesia, lo que le valió el título de Fendigaid o "bendito".

#### Rhodri el Grande y la primacía de Aberffraw
Durante finales del siglo IX y el siglo X las áreas costeras de Gwynedd, especialmente Anglesey, comenzaron a sufrir de forma progresiva el azote vikingo al igual que el resto de Europa. La casa de Cunedda por línea masculina se extinguió definitivamente a la muerte de Hywel ap Rhodri Molwynog en 825 y, según palabras de John Lloyd, "un extraño ocupó el trono de Gwynedd."
Este "extraño" era Merfyn Frych. Sin embargo, al examinar el linaje de Merfyn, este no fue un extraño, ya que descendía directamente de la antigua línea de sucesión. Todas las fuentes están de acuerdos en que era hijo de Esyllít, heredera y sobrina de Hywel ap Rhodri Molwynog, y que por línea paterna era uno de los Hombres del Norte y descendiente directo de Coel Hen. Así, la Casa de Cuneeda y la nueva de Aberffraw, como se conocería a los descendientes de Merfyn, tendrían a Coel Hen como ancestro común.
Merryn se casó con Nest ferch Cadell, hermana de Cyngen ap Cadell rey de Powys, fundando la Casa de Aberffraw donde se encontraba la corte principal. Parece muy probable que durante el reinado de Merfyn y sus sucesores se recopilaran y se transcribieran las tradiciones y leyendas del norte.
Rhodri el Grande (844 - 878), hijo de Merfyn y Nest consiguió incorporar Powys después de que el rey (tío materno suyo) falleciera durante su peregrinación a Roma en 855. Más tarde, Rhodri se casaría con la hija de Gwon de Seisyllwg y a la muerte de este, Rhodri se anexionó sus tierras. Esto le ocnvertió en el primer gobernante desde los días de Cunedda en controlar la mayor parte de Gales.
A la muerte de Rhodri en 878, la relativa unidad de Gales volvió a romperses y una vez más los territorios fueron divididos entre sus hijos. Su primogénito, Anarawd ap Rhodri heredó Gwynedd y consolidó la primacía de Aberffraw.
A partir de entonces, la Casa de Aberffraw reclamaría primacía sobre otros señoríos galeses, incluyendo los poderosos principados de Powys y Deheubarth.
La Casa de Aberffraw fue desplazada en 942 por Hywel Dda, uno de los descendientes más jóvenes de Rhodri y rey de Deheubarth cuando Idwal Foel, rey de Gwynedd se levantó contra Edmundo I de Inglaterra. Idwal y su hermano murieron en batalla contra Edmund y, según la costumbre, la corona de Idwal habría pasado a sus hijos Ieuaf y Iago ab Idwal, pero Hywel se anticipó y exilió a sus primos en Irlanda para erigirse en gobernante de Gwynedd en 950 cuando fue restaurada la Casa de Aberffraw.
Entre 986 y 1081 el trono de Gwynedd estuvo en constante disputa entre los reyes legales y los usurpadores. Uno de ellos, Gruffud ap Llywelyn, originario de Powys, desplazó a la línea de Aberffraw de Gwynedd y en 1055 se convirtió en rey de la mayor parte de Gales. Llegó a amenazar el poderío inglés y se anexionó algunos territorios vecinos gracias a sus victorias militares. Fue derrotado finalmente por Harold Godwinson en 1063 y luego asesinado por sus propios hombres en un trato para asegurar la paz con Inglaterra. Bleddyn ap Cynfyn y su hermano Rhiwallon, de la Casa de Mathrafal de Powys y medio hermanos de Gruffud llegaron a un acuerdo con Harold y se hicieron con el poder de Powys y Gwynedd.
Poco después de la conquista normanda de Inglaterra en 1066 los normandos comenzaron a presionar la frontera oriental de Gwynedd. Se vieron favorecidos por las disputas internas que surgieron tras el asesinato de Bleddyn ap Cynfyn en 1075 a manos de su primo Trahaearn ap Caradog. Trahaearn se hizo con el trono, pero se encontró con la oposición de Gruffydd ap Cynan, nieto exiliado de Iago ab Idwal que se había creído en Dublín. En 1081 Trahaearn murió en batalla contra Gruffyd y fue restaurada la línea sucesoria de Rhodri Mawr.

### Gwynedd en la Plena Edad Media
Véase también Gales y los normandos: 1067-1283

Escudo de armas personal de Gruffydd ap Cynan: En campo de gules, tres leones pasantes de plata dispuestos en palo, armados de azur.

#### Gruffydd ap Cynan

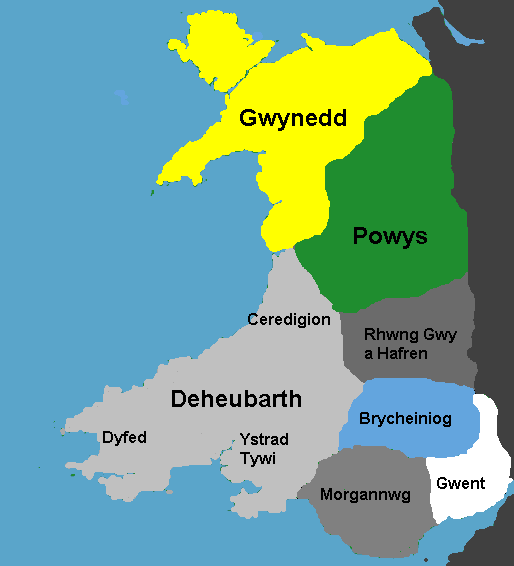
Wales c. 1063-1081

La dinastía de Aberffraw fue depuesta en varias ocasiones por rivales procedentes de Deheubarth, Powys e Inglaterra durante los siglos X y XI. Gruffydd I ap Cynan (1055–1137), que se había educado en el exilio en Dublín recuperó el poder tras su victoria en la Batalla de Mynydd Carn en 1081 frente a sus rivales de la Casa de Mathrafal, por aquel entonces en el trono de Gwynedd. Sin embargo, la victoria de Gruffyd apenas pudo ser saboreada, ya que los normandos invadieron Gales tras sofocar la revuelta sajona en el norte de Inglaterra conocida como la Masacre del Norte.
Poco después de Mynidd, Gruffyd fue apresado con engaños por Hugo el Gordo cerca de Corwen Hugo reclamaba el Perfeddwlad hasta el río Clwyd (actuales condados de Denbighshire, Flintshire y Wrexham), y contemplaba la restauración de los Aberffraw como una amenaza. Los avances normandos alcanzaron la península de Lleyn en 1090 y para 1094, casi todo Gales había sido ocupado por los invasores. Sin embargo, aunque fueron erigidos numerosos castillos, el control normando fue tenue. Dirigidos por las dinastías históricas y motivados por la rabia contra los invasores, los galeses se habían recuperado casi por completo en torno a 1100.
En un esfuerzo por consolidar su contro sobre Gwynedd, Hugo de Chester hizo elegir Obispo de Bangor en 1092 a Hervey le Breton. Se esperaba que un prelado leal a los normandos sobre la independiente iglesia de Gwynedd podría ayudar a pacificar a la población local. Hervé reconoció la primacía del Arzobispado de Canterbury sobre la sede de Bangor, un reconocimiento que había sido negado hasta aquel entonces por la diócesis galesa.
Sin embargo, los párrocos galeses se mostraron hostiles a Hervé, y el obispo se vio obligado a llevar espada y confiar en los caballeros normandos para su protección.
Gruffyd escapó de su prisión en Chester y mató a Robert de Rhuddlan en Degawny el 3 de julio de 1093. En 1095 recuperó Gwynedd y en 1098 se unió a Cadwgan ap Bleddyn de Powys, aparcando la tradicional rivalidad dinástica. Gruffyd y Cadwgan lideraron la resistencia a la ocupación normanda en el norte y el centro de Gales. Sin embargo, Hugo de Chester y Hugo de Montgomery, conde de Shrewsbury consiguieron alcanzar el estrecho de Menai, obligando a Gruffyd y Cadwgan a refugiarse en la Isla de Mona, y huir posteriormente a Irlanda.
Pero a finales de 1098 Gruffyd y Cadwgan desembarcaron nuevamente en Gales y recuperaron Ynys Môn. Hervé le Breton abandonó Bangor y huyó a Inglaterra, y durante los siguientes tres años Gruffyd recuperó Gwynedd hasta el Conwy, derrotando a Hugo de Chester. Tras la muerte de Hugo en 1101, Gruffyd y Cadwgan firmaron la paz con Enrique I; Gruffyd se aseguró el dominio del alto Gwynedd hasta el río Conwy y Cadwgan recuperó Ceredigion y parte de sus territorios en Powys.
Con el acuerdo alcanzado entre Enrique I, Gruffydd y otros Señores galeses, entró en vigor la división de Gales entre Pura Wallia, bajo control galés y Marchia Wallie, bajo control normando. La frontera permaneció más o menos estable durante los siguientes doscientos años.
Tras varias generaciones de guerra interminable, Gruffyd inició la reconstrucción de Gwynedd tratando de estabilizar el país. Consolidó su autoridad en el norte de Gales y ofreció refugio a los galeses desplazados del Perfeddwlad, especialmente de Rhos, en aquella época continuamente acosado por Ricardo, conde de Chester.
Alarmado por la creciente influencia de Gruffyd, Enrique I lanzó una campaña contra Gwynedd y Powys en 1116 con el apoyo de Alejandro I de Escocia. Mientras que Owain ap Cadwgan de Ceredigion se refugiaba en las montañas de Gwynedd, Maredudd ap Bleddyn de Powys firmaba la paz con el rey inglés. Ante el poderío normando, Owain y Gruffyd negociaron una tregua; Owain recuperó el favor real sin excesivos problemas, mientras que Gruffyd se vio obligado a rendir homenaje y fidelidad y pagar una fuerte multa, aunque mantuvo sus tierras y su prestigio.
Esta invasión impactó profundamente a Gruffyd, que contaba más de 60 años en 1116. Durante el resto de su vida, aunque continuaría gobernando Gwynedd serían sus hijos Cadwallon, Owain, y Cadwaladr quienes dirigirían sus tropas. La política de Gruffyd y sus sucesores devolvería a Gwynedd la primacía en Gales, sin llegar a amenazar a la Corona inglesa.

##### Expansión de Gwynedd
En 1120, una pequeña guerra fronteriza entre Llywarch ab Owain, Señor de un pequeño territorio en Dyffryn Clwyd, y Hywel ab Ithel, Señor de Rhufoniog y Rhos, enfrentó a Powys y Chester en los Perfeddwlad. Powys apoyó a Rhufoniog con 400 soldados mientras que Chester envió caballeros normandos desde Rhuddlan en apoyo de Dyffryn Clwyd. La sangrienta batalla de Maes Maen Cymro se saldó con la muerte de Lywarch ab Owain y la derrota de Dyffryn Clwyd. Su enemigo Hywel ab Ithel resultó mortalmente herido. y Rhufoniog y Rhos quedaron sin dueño. y Gruffydd I se aprovechó de la debilidad de Powys y Chester para anexionarlos.

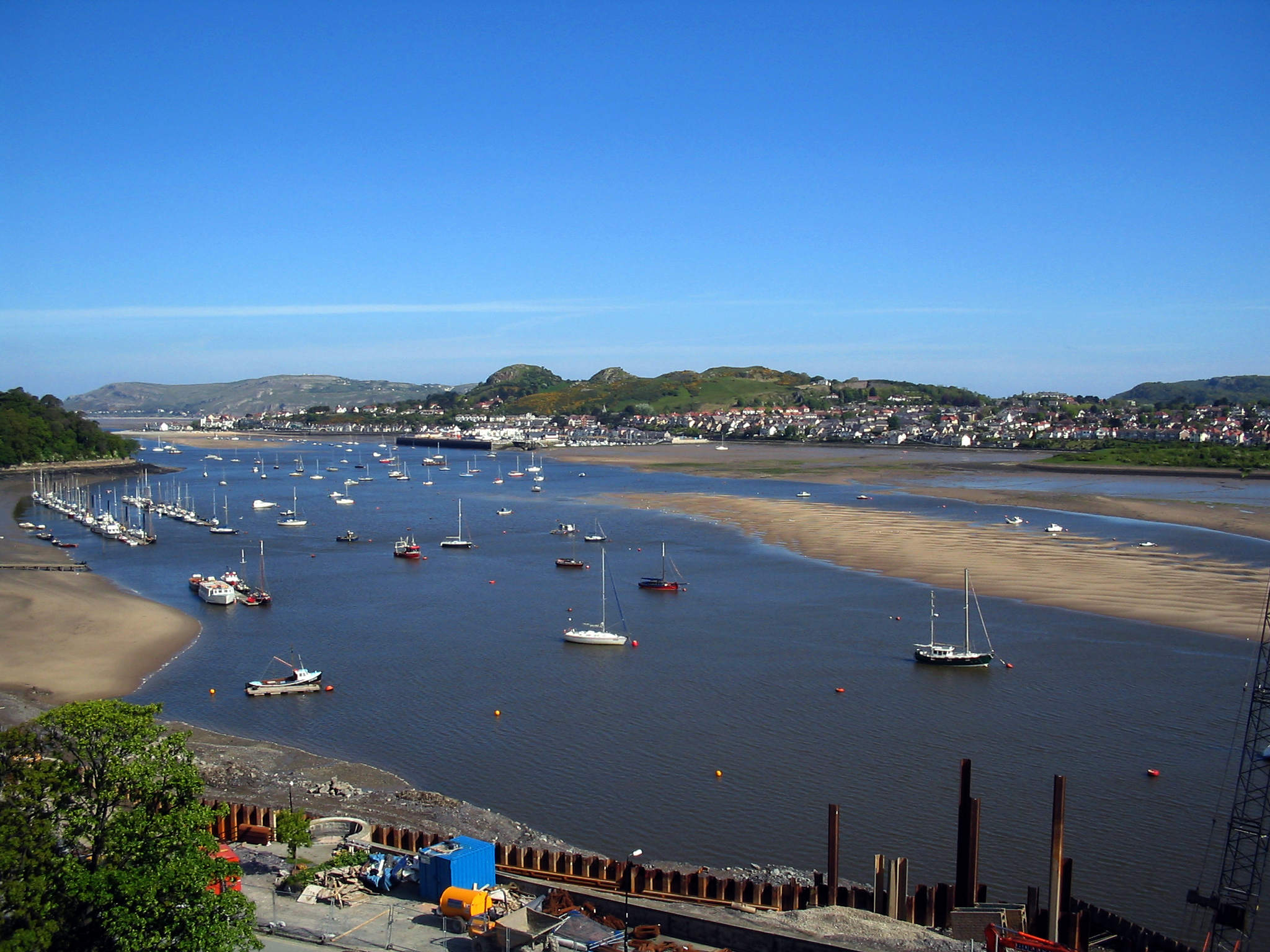
El Afon Conwy hoy, frontera tradicional entre el Alto y Bajo Gwynedd.

A la muerte de Einion ap Cadwgan, señor de Meirionydd, estalló una contienda sucesoria entre sus familiares. Gruffyd autorizó a sus hijos Cadwallon y Owain a que intentaran sacar provecho de la oportunidad que les ofrecía la situación de Meirionydd. Los dos hermanos asaltaron Meirionydd, pero este territorio no sería anexionado a Gwynedd hasta 1136. En 1124, Cadwallon eliminó a los gobernantes de Dyffryn Clwyd por el apoyo prestado al conde Hugo de Chester, convirtiendo al cantref en vasallo de Gwynedd y en 1125 Cadwallon mató a los nietos de Edwin ap Goronwy de Tegeingl, dejando Tegeingl sin señor. Sin embargo, en 1132 Cadwallon resultó vencido y muerto en una campaña contra Powys en Nanheudwy, cerca de Llangollen.
En 1136 Gwynedd lanzó una campaña contra los normandos en represalia por la ejecución de Gwenllian ferch Gruffydd ap Cynan, esposa del Príncipe de Deheubarth e hija de Gruffyd. Owain y Cadwaladr invadieron Ceredigon y tomaronLlanfihangle, Aberystwyth, y Llanbadarn.
A finales de septiembre de 1136, un gran ejército galés formado por tropas de Gwynedd, Deheubarth y Powys derrotó a los normandos en la batalla de Crug Mawr en Cardigan Castle. La batalla concluyó con una gran derrota normanda.

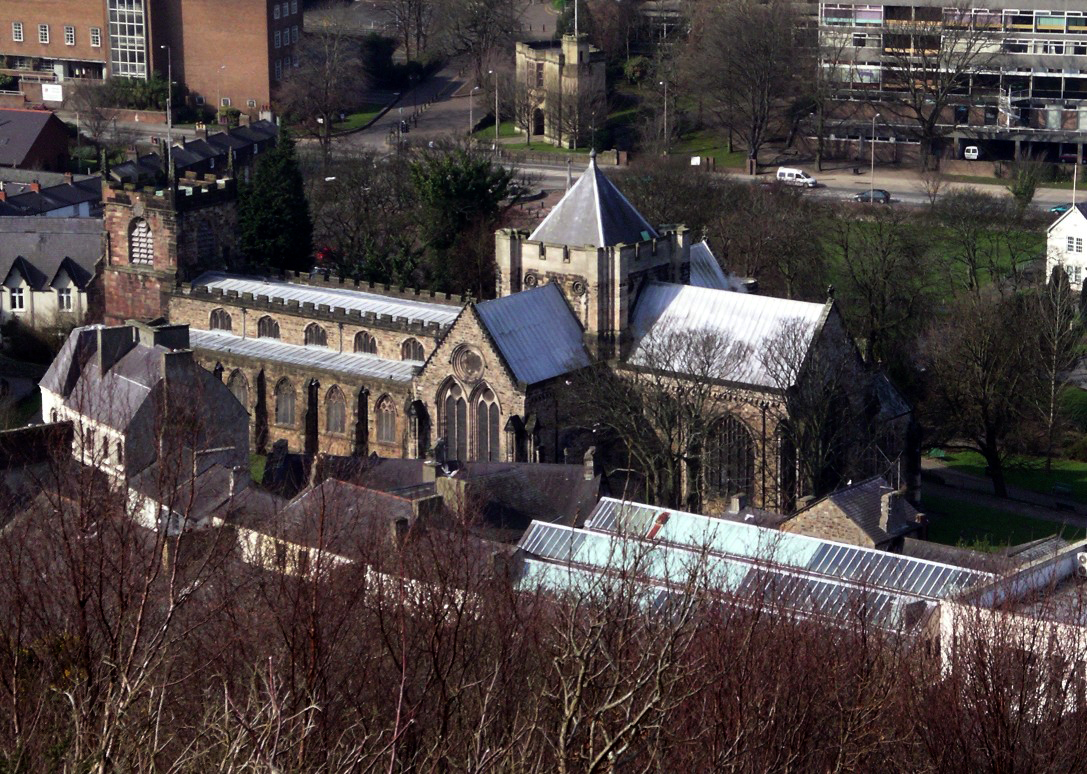
Gruffydd was interned in Bangor Cathedral, Gwynedd's Episcopal see

Cuando Gruffyd muere en 1137, sus hijos Owain y Cadwaladr se encontraban campeando en Ceredigion y habían conquistado los castillos de Ystrad Meurig, Lampeter (Castillo de Stephen), y Castell Hywell (Castillo de Humphries). Ningún ejército extranjero era capaz de cruzar el Conwy hasta el Alto Gwynedd. La estabilidad proporcionada por Gruffyd permitió a los galeses de Gwynedd pensar en el futuro sin miedo a que sus hogares y cosechas fueran destruidos por posibles ataques.
Los asentamientos se hicieron más permanentes y las construcciones de piedra sustituyeron a las viejas estructuras de madera. Se construyeron numerosas iglesias de piedra a lo largo de Gwynedd. Gruffyd promovió la primacía de Bangor en Gwynedd y puso los cimientos de la catedral de Bangor durante el episcopado de David el Escoto entre 1120-1139. Sus restos fueron depositados en el presbiterio de la Catedral de Bangor.

El escudo personal de armas de Owain Gwynedd.

#### Owain Gwynedd
Gruffydd fue sucedido por su hijo Owain en la mayor parte de su territorio según la ley galesa y adoptó el nombre de Owain Gwynedd. Cadwaladr, el hijo menor, heredó el Aberffraw en Aglesey, Meirionydd y el norte de Ceredigion entre los ríos Aeron y Dyfi.
En 1141 Cadwaladr y Madog ap Maredudd de Powys lucharon junto al conde de Chester en Lincoln y formaron parte del grupo que apresó a Esteban de Blois. Sin embargo, Owain no participó en la batalla y la mayor parte del ejército de Gwynedd se quedó en casa. Owain, prudente y reservado, pudo considerar que la restauración de la Emperatriz Matilde reforzaría el poder real en Inglaterra y el poder de los Lores de las Marcas, que se había reducido desde la usurpación de Esteban.
Owain y Cadwaladr se enfrentaron en 1143 cuando Cadwaladr estuvo implicado en el asesinato de Anarawd ap Gruffydd de Deheubarth en la víspera de su matrimonio con la hija de Owain, ya que el asesinato de Anarawd ponía en peligro la política matrimonial de alianzas de Owain. Cadwaladr huyó a Irlanda y contrató una flota vikinga que llevó a Abermenai para presionar a Owen. Aprovechando la situación, los Lores de las Marcas atacaron Gales, lo que unió nuevamente a Owain y Cadwaladr, que recuperó sus tierras. Después de nuevos enfrentamientos y pactos, finalmente Cadwaladr se vio obligado a exiliarse en Inglaterra en 1153.
En 1146 fallecía Rhun, primogénito y heredero de Owain. Owain cayó en una profunda melancolía. Entre 1148 y 1151 Owain se enfrentó a su yerno Madog ap Maredudd de Powys y al conde de Chester por el control de Iâl y logró asegurar Rhuddlan Castle y todo Tegeingl desde Chester.
Tras tres años consolidando el vasto Imperio Angevino, Enrique II decidió atacar a Owain en 1157 con la ayuda de Powys y del hermanastro de Owain, Cadwaladr. Enrique partió hacia Gales desde Chester tratando de capturar a Owain, que consiguió emboscar al grupo del rey, que sólo salvó su vida gracias a la intervención de Roger de Clare, conde de Hertford. Eludiendo el enfrentamiento directo, Owain hacia el oeste, dejando el camino libre para que Enrique entrara en Rhuddlan "ingloriosamente".
Enrique esperaba encontrarse con una escuadra naval dirigida por Enrique FitzRoy, tío del rey, pero la expedición se desvió a Mona donde fueron derrotados por los nativos. Esto convenció a Enrique II de que "había ido tan lejos como era práctico" y ofreció la paz al príncipe. Owen I, que necesitaba tiempo para consolidarse, accedió a los términos. Presentó homenaje y juró lealtad al rey y devolvió Tegeingle y Rhuddlan a Chester, y las propiedades en Gwynedd a su hermano.
La muerte de Madog ap Meredudd de Powys en 1160 permitió a Owain I aumentar su influencia a expensas de Powys. En 1162 consiguió apropiarse los cantrefs de Cyfeiliog y Arwystli en Powys. Frente a su estrategia, Rhys ap Gruffyd, príncipe de Deheubarth se levantó contra los normandos en el sur de Gales en 1162, obligando a Enrique II a viajar a Inglaterra desde el continente.
Cuando en 1163 Enrique se enfrentó con Thomas Becket, Owain I y Rhys ap Gruffyd de Deheubarth aprovecharon para iniciar una rebelión contra Enrique II. El rey inglés, que había perdonado a Rhys por su revuelta del año anterior, reunió un inmenso ejército, apoyado por una flota nórdica contratada en Dublín.
El ejército angevino representaba la mayor fuerza utilizada contra Gales, lo que unió aún más a los príncipes galeses. Owain reunió a sus tropas en Edeyrion para tratar de resistir el avance de Enrique. Los angevinos avanzaron desde Oswestry hacia de Mur Castell a través de las montañas y del bosque de Ceiriog Valley, donde tuvieron que marchar en columnas estrechas. Owain I hostigó al ejército normando y Enrique II ordenó despejar el bosque. Por si fuera poco, las grandes lluvias de aquel año convirtieron el campamento Angevino en una marisma, según Lloyd., lo que desmoralizó aún más al ejército inglés. A la vista de las circunstancias, Enrique II decidió retirarse sin haber conseguido ningún resultado positivo.
El rey abandonó todo plan para conquistar Gales, regresando a Anjou. No volvería a pisar Inglaterra hasta cuatro años más tarde. Owain aprovechó para lanzar una ofensiva diplomática enviando una embajada a Luis VII de Francia encabezada por el obispo de Bangor con la misión de negociar una alianza contra Enrique II, inmerso en su lucha contra Thomas Beckett.
En sus últimos años Owain I era mencionado como princeps Wallensium (príncipe de Gales), un título ganado por su liderazgo en Gales y su victoria contra los ingleses, según John Davies.

#### Guerra civil y usurpación 1170-1195
A la muerte de Owain en noviembre de 1170, dos facciones rivales de la familia reinante se disputaron el trono. Durante su vida Owain había favorecido claramente a sus hijos mayores, nacidos de Pyfog la irlandesa; no obstante, los anales afirman que estos dos hijos, Rhun y Hywel, eran ilegítimos. Tanto Owain como su padre habían recibido considerable apoyo de sus familiares en Dublín y parece posible que Owain confiara en mantener estos contactos nombrando sucesor a uno de sus hijos con Pyfog. Sabemos que en 1146, Rhun, el primogénito, murió misteriosamente y su hermano Hywel fue proclamado nuevo heredero.
Hywel ab Owain Gwynedd sucedió a su padre en 1170 e inmediatamente estalló una guerra civil entre los pro-irlandeses partidarios de Hywel y una coalición anti-irlandesa encabezada por Iorwerth Drwyndwn y Cristin ferch Goronwy ab Owain, viuda de Owain. Pocos meses después de la sucesión, Hywel murió en la batalla de Pentraeth en 1171. Iorwerth resultó gravemente herido y quedó fuera de la lucha (moriría en 1174), dejando a Dafydd como principal líder de la facción vencedora, que se repartiría Gwynedd.
En 1175 Dafydd se convertiría en señor de todo Gwynedd tras eliminar a sus otros rivales y encarcelar a su hermano Rhodri. Trató de fortalecer su posición llegando a un acuerdo con Enrique II. Se concertó el matrimonio de Dafydd con Emma de Anjou, medio hermana del rey inglés, aunque no se concedió a Dafydd reconocimiento de su posición en el norte. Según el Brut y Tywysogion, esto fue hecho para pacificar la situación, pero antes de 1176, Rhodri escapó de su cautiverio y expulsó a Daffyd de Anglesey. Los hermanos decidieron repartirse Gwynedd, correspondiendo a Dafydd el territorio entre el Conwy y el Dee, conocido como Gwynedd Is Conwy, mientras que Anglesey y Gwynedd Uwch Conwy quedaban en poder de Rhodri. A partir de ese momento, Dafydd permaneció tranquilo en su reino lo que fue visto como una cualidad por sus contemporáneos como Giraldus Cambrensis.
Rhodri se envuelto en continuas disputas internas por las que fue expulsado en varias ocasiones del trono entre 1190 y 1194.
El peor enemigo de Dafydd fue su sobrino Llywelyn ap Iorwerth, nacido probablemente en 1173 e hijo de Iorwerth Drwyndwn. El futuro Llywelyn el Grance conspiró con sus primos Gruffudd y Maredudd y su tío Rhodri y en 1194 derrotó y expulsó del trono a Dafydd en la batalla de Aberconwy.

Armas personales de Llywelyn el Grande.

#### Llywelyn el Grande
Llywelyn se convirtió en gobernante único de Gwynedd en 1200, tras lo que firmó un acuerdo con Juan de Inglaterra. Llywelyn se casó con una hija ilegítima de Juan y, cuando el rey inglés arrestó a Gwenwynwyn ab Owain de Powys en 1208, aprovechó para anexionarse Powys. No obstante, en 1211 las relaciones entre ambos se habían deteriorado y Juan invadió Inglaterra y Llywelyn entregó los territorios al este del Conwy. En 1215, el príncipe galés se alió con los barones que obligaron a firmar a Juan la Carta Magna en 1215.
A la muerte de Juan, Llywelyn firmó el Tratado de Worcester con Enrique III en 1218. Durante los años siguientes se sucedieron las luchas entre Llywelyn, los señores de las marcas y el rey. En la Paz de Middle de 1234 se acordó una tregua que se mantendría durante el resto del reinado de Llywelyn.
Llywelyn estaba decidido a imponer el derecho de los hijos legítimos en la ley de sucesión galesa para situar a Gwynedd en la misma situación que el resto de países cristianos. Sin embargo, al promover a su hijo menor Dafydd provocó la reacción de los partidarios del sistema tradicional, que apoyaban a su hijo mayor Gruffyd. Sin embargo, con Gruffyd prisionero, esta reacción no llegaría muy lejos. Aunque Dafydd perdió a uno de sus defensores más importantes con la muerte de su madre en 1237, conservó el apoyo de Ednyfed Fychan, Senescal de Gwynedd y muy influyente políticamente. Llywelyn sufrió una parálisis ese mismo año, y Dafydd fue adquiriendo mayor peso en las tareas de gobierno, haciéndose cargo de Gwynedd a la muerte de su padre tres años después.

Armas usadas por Dafydd ap Llywelyn.

#### Dafydd ap Llywelyn
Aunque Enrique III había aceptado las pretensiones de Dafydd al trono de Gwynedd, no estaba dispuesto a que pudiera mantener las conquistas de su padre fuera de Gwynedd. En 1241 el rey invadió Gwynedd, y obligó a Dafydd a someterse a finales de agosto. Según el Tratado de Gwerneigron, abandonó todas las tierras fuera de Gwynedd y entregó al rey a su medio hermano Gruffydd, que continuaba en prisión. Enrique III lo consideró un arma útil contra Dafydd, ya que podía ser un rival para Dafydd en Gwynedd; sin embargo, Gruffyd murió al intentar escapar de la Torre de Londres en marzo de 1244, al intentar descender por una sábana anudada y caer al vacío.
Muerto su principal enemigo, Dafydd se alió con otros reyes galeses e inició una campaña contra la ocupación inglesa de Gales. Tras violentas luchas, la campaña consiguió el éxito, aunque la muerte repentina de Dafydd detuvo las operaciones. Muerto sin sucesión, el trono pasó a manos de los hijos de Gruffyd, Owain Goch ap Gruffydd y Llywelyn ap Gruffydd que se dividieron el reino entre ellos.

Armas usadas por Llywelyn ap Gruffydd.

#### Llywelyn ap Gruffydd
Llywelyn se encontraba en Gwynedd en el momento de su elevación, y había luchado junto a su tío en las últimas campañas contra los ingleses. Esto le dio ventaja sobre su hermano mayor Owain, encarcelado en Inglaterra desde 1242. Owain regresó a Gwynedd -aparentemente "escapó" o fue liberado de Chester justo a la muerte de Dafydd. Llywelyn y Owin llegaron a un acuerdo y se repartieron el reino.
En 1255 su hermano menor Dafydd ap Gruffydd llegó a la mayoría de edad y Enrique III, percibiendo una oportunidad para desestabilizar el reino, solicitó que tomara parte en la división de Gwynedd. Llywelyn rechazó esta petición, basándose en que esto debilitaría aún más el reino y lo dejaría en manos inglesas. Dafydd se alió con Owain en la Batalla de Bryn Derwin contra Llywelyn. Llywelyn venció, apresó a Owain y confiscó sus tierras. También encarceló a Dafydd por un breve periodo de tiempo antes de llegar a un acuerdo con él.
Llywelyn inició entonces una campaña contra los ingleses, consiguiendo el apoyo de Deheubarth y Powys, y siendo reconocido como Príncipe de Gales por la mayor parte del país. Mientras, en 1264 en Inglaterra la segunda guerra de los Barones se encontraba en pleno apogeo con la batalla de Lewes. Llywelyn se unió a Simon de Montfort en su lucha contra Enrique III. Aunque Monfort falleció poco después, la paz entre Inglaterra y Gales se mantuvo, y el Tratado de Montgomery reconoció a Llywelyn como Príncipe de Gales por el rey de Inglaterra.
Sin embargo, a la muerte de Enrique III la situación iba a cambiar. En 1276 Llywelyn fue declarado rebelde por Eduardo I y la presión diplomática fue seguida por una enorme invasión que rompió la unidad galesa y capturó grandes áreas del territorio, obligando a Llywelyn a firmar el Tratado de Aberconwy, en el que se recortaba bastante el territorio galés.
Llywelyn pensó entonces en estabilizar su sucesión con su nueva esposa Leonor de Montfort, pero esta falleció en 1282 al dar a luz a una hija Gwenllian ferch Llywelyn.
Poco después, estalló una nueva rebelión y Dafydd y Llywelyn unieron sus fuerzas. En noviembre de 1282, el Arzobispo de Canterbury John Pechkam visitó Gales del Nortes para mediar entre Llywelyn y Eduardo I. Se ofreció a Llywelyn mil libras al año y propiedades en Inglaterra si se sometía a Eduardo. Llywelyn rechazó la propuesta; un mes después, el 11 de diciembre de 1282, moría durante una emboscada en Cilmeri. Poco después, sus fuerzas fueron derrotadas por los ingleses, que ocuparon Powys y Gwynedd oriental.

Las armas usadas por Dafydd ap Gruffydd fueron unas variantes de las Armas Aberffraw.

#### Dafydd ap Gruffydd
Tras estos sucesos, Dafydd ap Gruffydd fue proclamado príncipe de Gales y continuó la guerra con ayuda de algunos nobles locales. Sin embargo, cualquier tipo de resistencia era eliminada sitematicamente, lo que obligaba a Dafydd a desplazarse continuamente de un lugar a otro para evitar ser apresado por los ingleses.
Finalmente, el 22 de junio de 1283, Dafydd fue capturado en las cercanías de Bera Mawr, en un lugar llamado Nanhysglain. Dafydd, que había sido traicionado, resultó gravemente herido durante la refrieiga. Esto significó el fin de la resistencia organizada en Gales hasta el levantamiento de Madog ap Llywelyn once años después.
Dafydd fue llevado a Eduardo la noche de su captura y llevado a Shrewsbury, donde en octubre fue colgado, destripado y descuartizado. Sus sucesores nunca fueron liberados: sus hijos Llywelyn y Owain en el Castillo de Bristol; su hija y sobrina en prioratos de Lincolnshire.

## Fin de la independencia
Con la muerte de Llywelyn el Último Rey en 1282 y la ejecución de su hermano Dafydd al año siguiente, se puso fin a ocho siglos de independencia en Gwynedd, y el reino fue anexionado a Inglaterra. Los restantes miembros de la familia real fueron arrestados y encarcelados durante el resto de sus vidas. Tras el Estatuto de Rhuddlan de 1284, Gwynedd dividido y reorganizado según el modelo inglés, creándose los condados de Anglesey, Carnarvonshire, Merionethshire, Denbighshire y Flintshire.
Pura Walia (Gwynedd más Carmarthenshire y Cardiganshire) continuó siendo nominalmente un Principado gobernado por un Consejo con sede en Ludlow como parte de la Corona inglesa. El título de Príncipe de Gales fue otorgado por Eduardo I a su hijo, el príncipe Eduardo. Las Marcas Galesas se unirían con el Principado en 1534 y en 1689 se abolieron definitivamente todas las instituciones independientes de gobierno.
Después de 1284 hubo muchas rebeliones que tuvieron como base el territorio de Gwynedd, la mayor parte encabezadas por miembros de ramas colaterales de la casa real. Fueron especialmente importantes las encabezadas por Madoc ap Llywelyn en 1294 y la de Owain Lawgoch (sobrino-nieto de Llywelyn ap Gruffydd) entre 1372-1378. La última revuelta importante tuvo lugar en 1400 cuando Owain Glyndŵr de Powys se rebeló contra la Corona, obteniendo importantes apoyos en Gwynedd.

## Gobernantes de Gwynedd

### Casa de Cunedda
- Cunedda Wledig ap Edern (Cunedda el Emperador) (c.450–c.460)
- Einion Yrth ap Cunedda (Einion el Impetuoso) (c.470–c.480)
- Cadwallon Lawhir ap Einion (Cadwallon Mano Larga) (c.500–c.534)
- Maelgwn Hir ap Cadwallon (Maelgwn Gwynedd) (c.520–c.547)

Línea de Maelgwn Gwynedd
- Rhun Hir ap Maelgwn (Rhun el Alto) (c.547–c.580)
- Beli ap Rhun (c.580–c.599)
- Iago ap Beli (c.599–c.616)
- Cadfan ap Iago (c.613–c.625)
- Cadwallon ap Cadfan (c.625–634)
- Cadafael Cadomedd ap Cynfeddw (634–c.655)
- Cadwaladr Fendigaid ap Cadwallon (Cadwallader el Bendito) (c.655–c.682)
- Idwal Iwrch ap Cadwaladr (Idwal Roebuck) (c.682–c.720)
- Rhodri Molwynog ap Idwal (Rhodri el Calvo y Gris) (c.720–c.754)
- Caradog ap Meirion (c.754–c.798)
- Cynan Dindaethwy ap Rhodri (c.798–816)
- Hywel ap Rhodri Molwynog (814–825)

Con la muerte de Hywel, concluye la línea masculina de Maelgwn Gwynedd y es sucedido por Merfyn, ya que su madre Esylit era la hija mayor de Cynan Dindaethwy ap Rhodri, y sobrina de Hywel.
Casa de Manaw
- Merfyn Frych ap Gwriad (825–844)
- Rhodri Mawr ap Merfyn (844–878); hereda Gwynedd de su padre y Powys de su tío materno, muerto sin sucesión; luego conquista la mayor parte del resto de Gales.

### Casa de Aberffraw
- Anarawd ap Rhodri (878–916) (funda la Casa de Aberffraw, la rama mayor de los descendientes de Rhodri Mawr)
- Idwal Foel ab Anarawd (Idwal el Calvo) (916–942)
- Hywel Dda ap Cadell (Howell el Bueno) (942–950) (de la casa de Dinefwr, descendiente del segundo hijo de Rhodri Mawr, que gobernó en Deheubarth, usurpa Gwynedd de la línea de Aberffraw.)
- Iago ab Idwal (950–979) (restauración de la Casa Aberffraw)
- Ieuaf ab Idwal (950–969)
- Hywel ap Ieuaf (974–985)
- Cadwallon ab Ieuaf (985–986)

Usurpaciones en los siglos X y XI
- Maredudd ab Owain (986–999) la dinastía Dinefwr ocupa el trono de Gwynedd
- Cynan ap Hywel (999–1005) Restauración de los Aberffraw.
- Aeddan ap Blegywryd (1005–1018) (pequeño señor feudal usurpa Gwynedd de los Aberffraw)
- Llywelyn ap Seisyll (1018–1023) (dinastía de Rhuddlan en el sur de Gwynedd usurpa de Aeddan ap Blegywryd)
- Iago ab Idwal ap Meurig (1023–1039) (regreso de la dinastía Aberffraw)
- Gruffydd ap Llywelyn (1039–1063) (el hijo de Llywelyn usurpa a los Aberffraw)
- Bleddyn ap Cynfyn (1063–1075) (La dinastía Mathrafal de Powys "recibr" Gwynedd del rey inglés)
- Trahaearn ap Caradog (1075–1081)

Restauración de Aberffraw
- Gruffydd ap Cynan (1081–1137) (Retorno de los Aberffraw)
- Owain Gwynedd ap Gruffydd (1137–1170) (A partir de Owain, los gobernantes de Gwynedd son llamados Príncipe de Aberffraw y Señor de Snowdon)
- Hywel ab Owain Gwynedd r. 1170; muerto por su hermano menor Dafydd ab Owain Gwynedd en una conspiración urdida por su madrastra Cristen, princesa viuda de Gwynedd, y sus hijos Dafydd y Rhodri ab Owain.

Interegnum
Dafydd ab Owain Gwynedd usurpó el trono a su hermano Hywel ab Owain, y fue reconocido como 'príncipe de Gwynedd' por la Corona Inglesa. Sin embargo, su ascenso al poder fue breve, ya que fue desplazados por otros hermanos y el trono de Gwynedd regresó finalmente a Llywelyn el Grande, heredero legítimo de Owain Gwynedd.
- Dafydd el Usurpador (1170–1195), desplazó al primogénito, pero fue a su vez desplazado en 1195, gobernando solamente el bajo Gwynedd. Inglaterra reconoció a Dafydd como Príncipe de Gwynedd, no así los juristas galeses.
  - Rhodri ab Owain Gwynedd (1170–1190) Gobernó el alto Gwynedd hasta 1174
  - Maelgwn ab Owain Gwynedd (1170–1173), gobernó Ynys Mon y apoyó las reclamaciones de su hermano mayor Hywel ap Owain al trono. A la muerte de Hywel, Maelgwn consiguió mantener en su poder Ynys Mon frente a Dafydd el Usurpador.

Restauración de la línea principal:
- Llywelyn Fawr ap Iorwerth (Llywelyn el Grande) (1195–1240) de jure primer Príncipe de Gales
- Dafydd I (1240–1246) (Primer Prince of Wales reconocido)
- Owain Goch ap Gruffydd (Owen el Rojo) (1246–1255)
- Llywelyn ap Gruffydd (Llywelyn el Último) (1246–1282) (Segundo Príncipe de Gales)
- Dafydd ap Gruffydd (1282–1283) (no coronado, pero aspirante al título)

### Tras la Conquista
- Madog ap Llywelyn (1294–1295) (no coronado, pero aspirante al título)
- Owain ap Tomas ap Rhodri (Owen la Mano Roja) (1372–1378), sobrino nieto de Llywelyn el Último, aspirante en el exilio.